# Duhul aurului
Duhul aurului este un film românesc din 1974 regizat de Mircea Veroiu și Dan Pița. Rolurile principale sunt interpretate de actorii Eliza Petrăchescu, Liviu Rozorea, Ernest Maftei și Lucia Boga. Filmul este format din două părți: „Mîrza” (I) și „Lada” (II), inspirate din povestirile Vâlva băii și, respectiv, Lada ale lui Ion Agârbiceanu.

## Distribuție
- Eliza Petrăchescu	— cârciumăreasa bătrână care cumpără aurul furat de holoangări (I, II)
- Liviu Rozorea — Vasile Mîrza, un miner holoangăr (hoț de aur) originar din Băița (I)
- Dora Ivanciuc — fata frumoasă și bogată a cârciumăresei (I)
- Alexandru Mihai — argatul cărciumăresei (I, II) (menționat Mihai Alexandru)
- Ernest Maftei — Clemente, un bărbat bătrân (II)
- Lucia Boga — Lucia, soția lui Clemente, fiică și soră de preot (II)
- Ferenc Bencze — tatăl fetei care s-a sinucis din dragoste (I, II) (menționat Francisc Bencze)
- Elisabeta Jar — mama fetei care s-a sinucis din dragoste (I, II) (menționată Elisabeta Jar-Rozorea)
- Teodor Cojocaru — holoangărul necunoscut (I, II)
- Adrian Georgescu — negustorul de aur (I)
- Dorin Liviu Zaharia — fotograful (II)
- Ladislau Kovacs
- Suzana Denes
- Iulia Bulearcă
- Iosif Gall
- Gheorghe Iosif
- Aurel Grușevschi
- Tudor Stavru — jandarm (I) (nemenționat)
- Vasile Popa — jandarm (I) (nemenționat)

## Primire
Filmul a fost vizionat de 1.072.318 de spectatori în cinematografele din România, după cum atestă o situație a numărului de spectatori înregistrat de filmele românești de la data premierei și până la data de 31 decembrie 2014 alcătuită de Centrul Național al Cinematografiei.

## Imagini

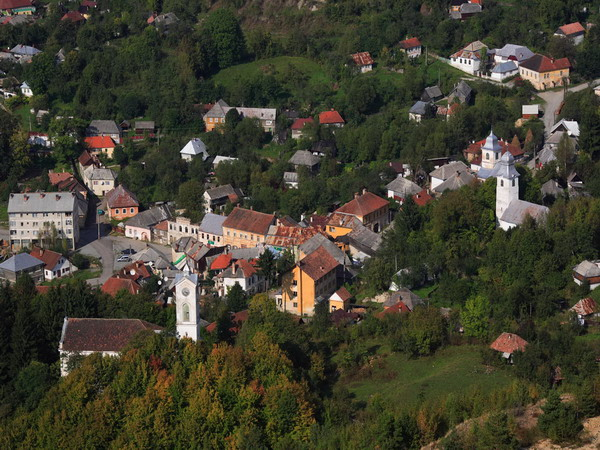
Satul Roșia Montană
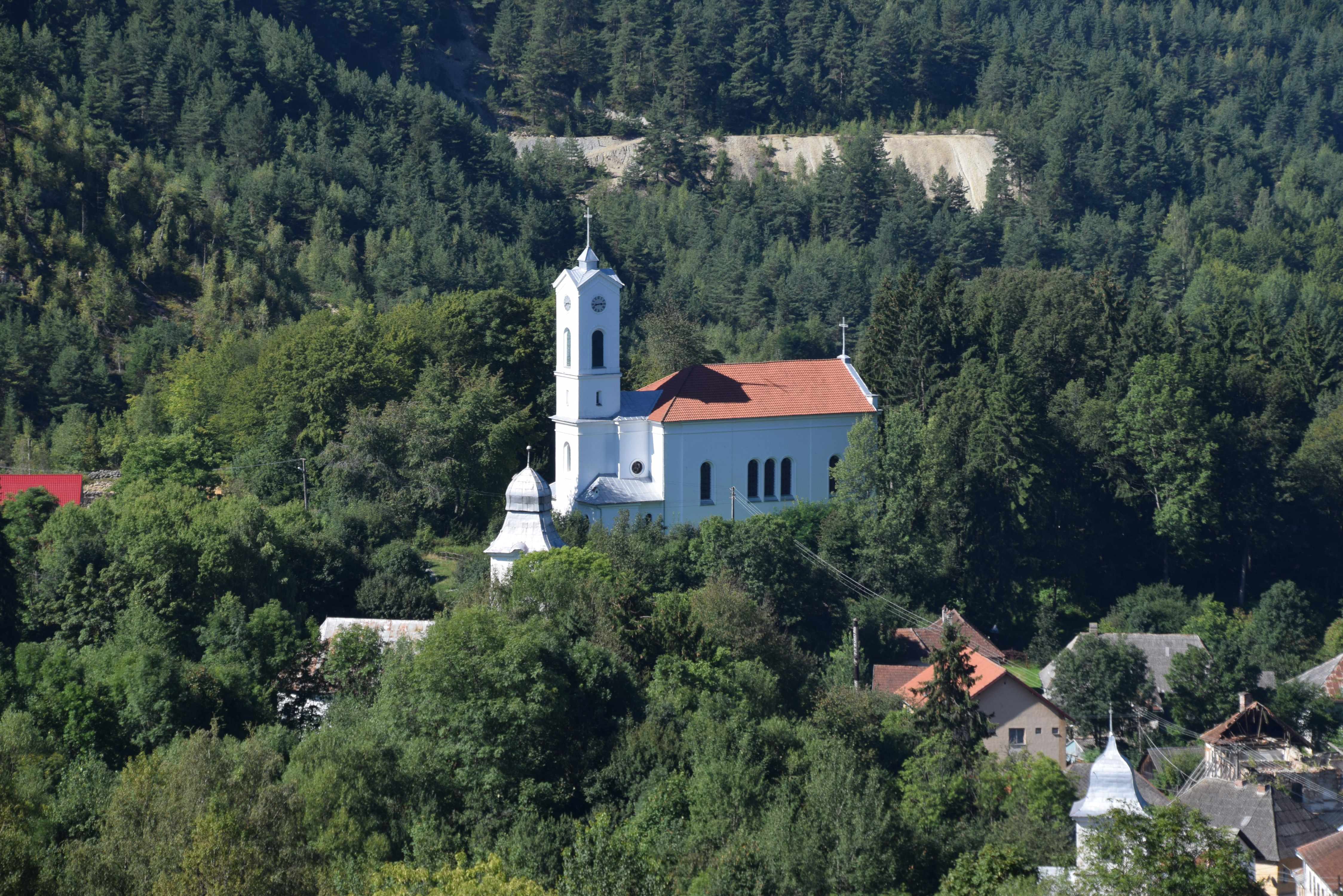
Biserica romano-catolică din Roșia Montană (în prim plan) și, mai jos, Biserica unitariană
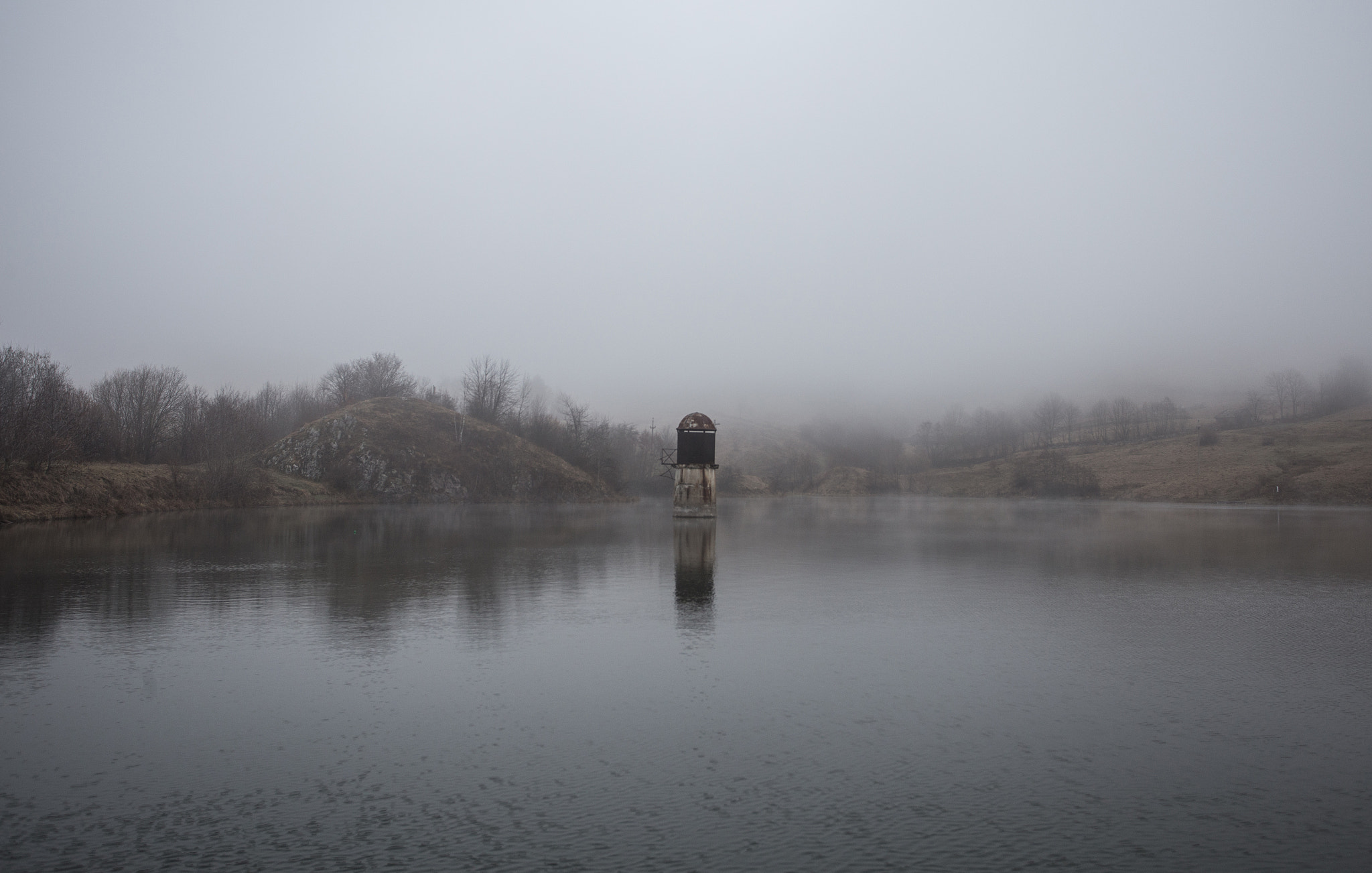
Turnul părăsit
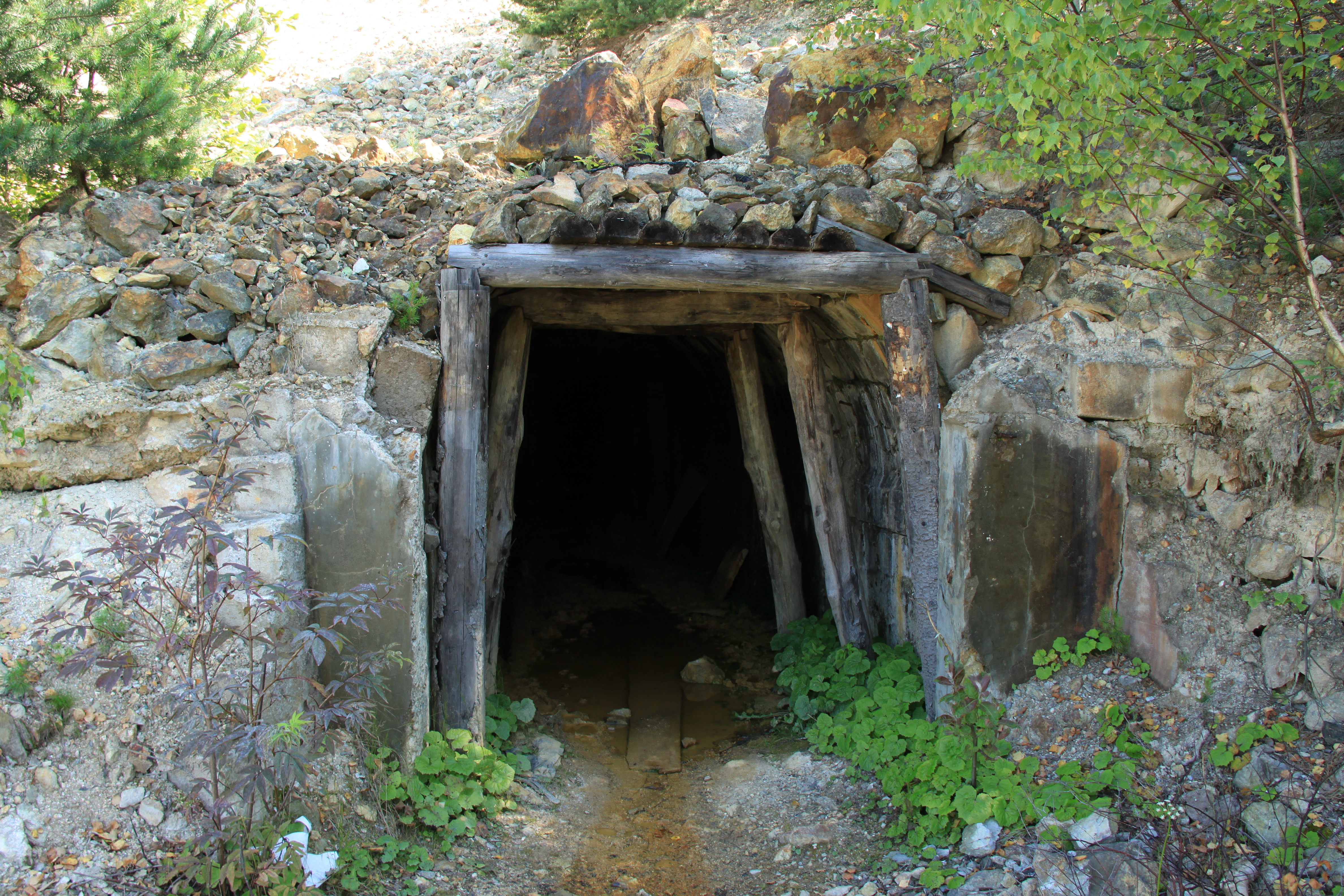
Galerie de mină